# Racket Busters
Racket Busters – amerykański film kryminalny z 1938 roku w reżyserii Lloyda Bacona.

## Treść
Gangster John "Czar" Martin (Humphrey Bogart) wchodzi w biznes przewozowy i zmusza kierowcę Danny`ego Jordana (George Brent) do pracy wedle narzuconych warunków.

## Obsada
- Humphrey Bogart - John 'Czar' Martin
- George Brent - Denny Jordan